# ぶどう色2号

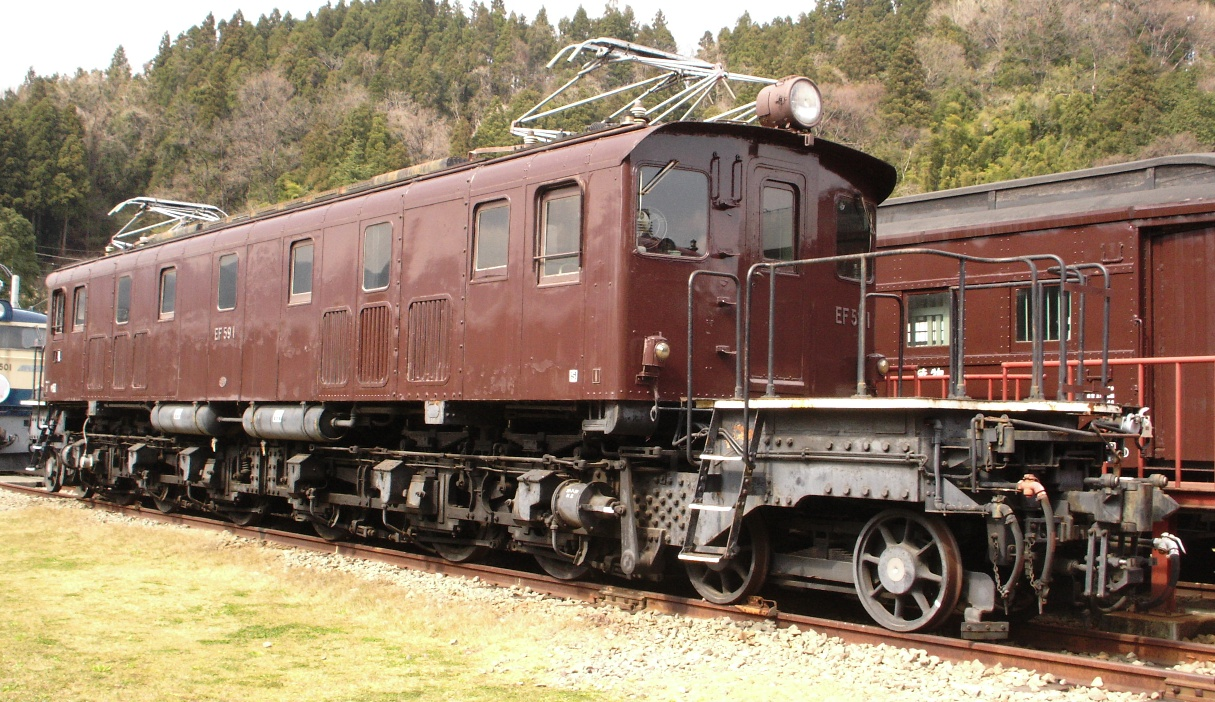
ぶどう色2号を地色とした旧形電気機関車EF59形

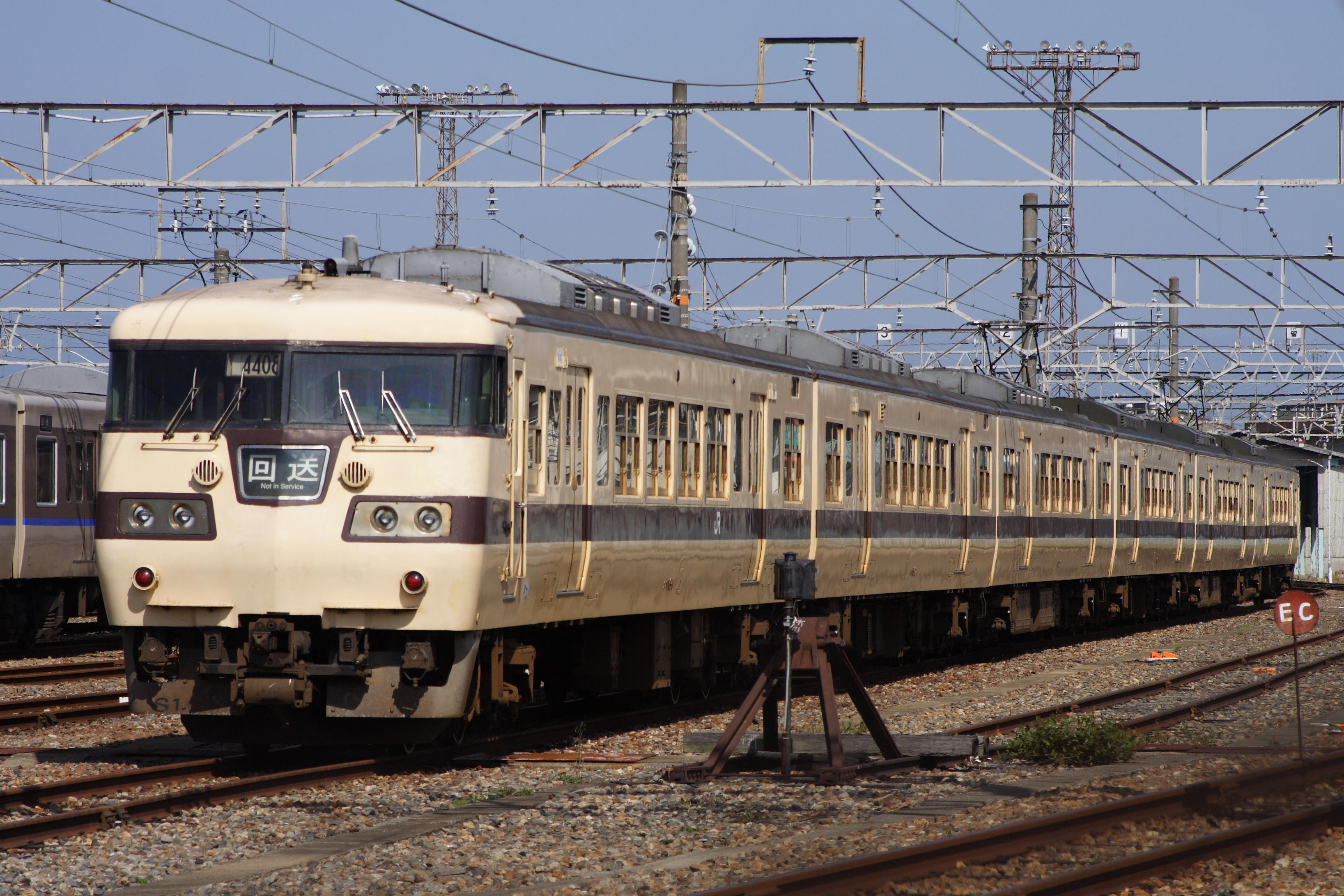
ぶどう色2号を帯色とした117系

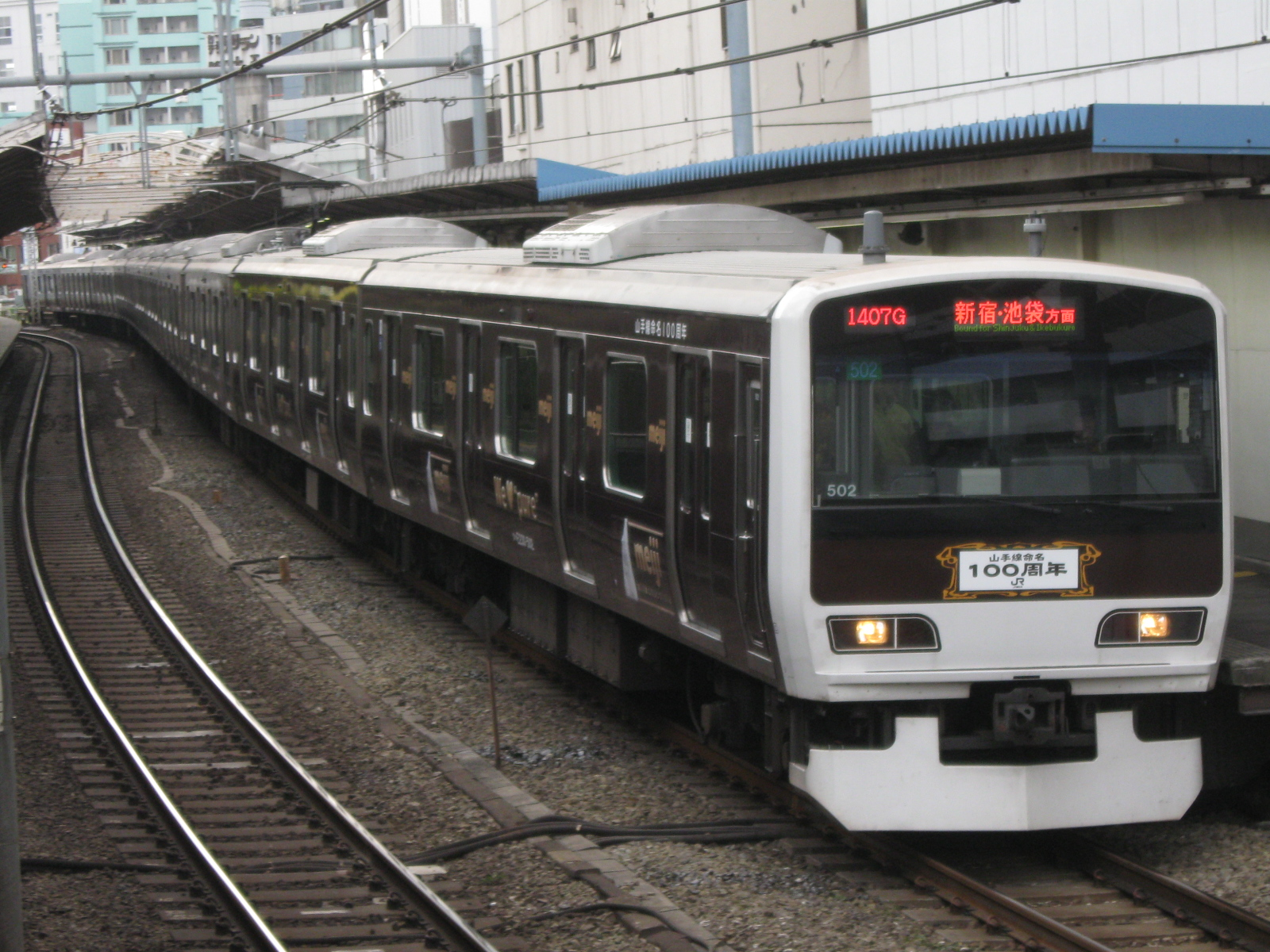
山手線命名100周年を記念してぶどう色2号にラッピングされたE231系500番台

ぶどう色2号（ぶどういろ2ごう）は、日本国有鉄道（国鉄）が定めた色名称の1つである。

## 概要
慣用色名称は「ぶどう色」である。マンセル値は「2.5YR 2/2」。
国鉄車両において「茶色」と表現される場合、通常は本色を指し、電気機関車やディーゼル機関車、旧形電車、客車などの車体色として一般的かつ広範に使用された。
本色は、戦後に進駐軍が接収した客車の地色をミルクチョコレート色に指定したのが始まりといわれており、客車については赤みが強く明るい本色に塗りかえられた。その後、本色は1959年（昭和34年）に正式に制定され、それまで一般的に使用されていたやや黒っぽく重厚なぶどう色1号が使用されていた旧型の電気機関車・電車・客車については、順次本色に塗り替えられた。
また、1979年（昭和54年）に登場した117系電車の帯色にも採用された。これは、かつての関西急電色にちなんだものである。後継車である221系電車では、JR西日本のコーポレートカラーであるブルーの帯と組み合わせるため、近畿車輛の提案によりぶどう色2号ではなくなったものの、ブラウンの帯色となって受け継がれた。223系・225系電車（阪和線向けを除く）では窓周りにもブラウンが配されて、アーバンネットワークの近郊型電車の標準色となっている。
近年では、イベント用やリバイバルカラーとして、主に機関車が本色に塗装されるケースも散見されるが、必ずしもこの色に塗られたことのある車両とは限らない。
一般に「ぶどう色」というと赤紫系統の色を指すが、本色は赤系ながらこげ茶に近い。1998年に、身延線全通70周年記念として115系電車を身延線デビュー当時の「身延色」（赤2号・地元で「ぶどう色の電車」と呼ばれるワインレッド）に復元する際、名古屋工場の手違いでぶどう色2号に塗装してしまったことがある。なお、この電車はぶどう色2号のまま数日間営業運転したのち、工場に戻り塗り直しが行われている。

## 使用車両
- 旧形電気機関車各形式
- 旧形電車各形式
- 旧型客車各形式
- JR西日本35系客車
- 国鉄117系電車（東海道・山陽本線）
- 国鉄205系電車（南武線・武蔵野線の帯色）
- JR東日本209系電車（武蔵野線の帯色）
- JR東日本E231系電車 (武蔵野線の帯色)
- JR東日本E233系電車（南武線の帯色）

## 近似色

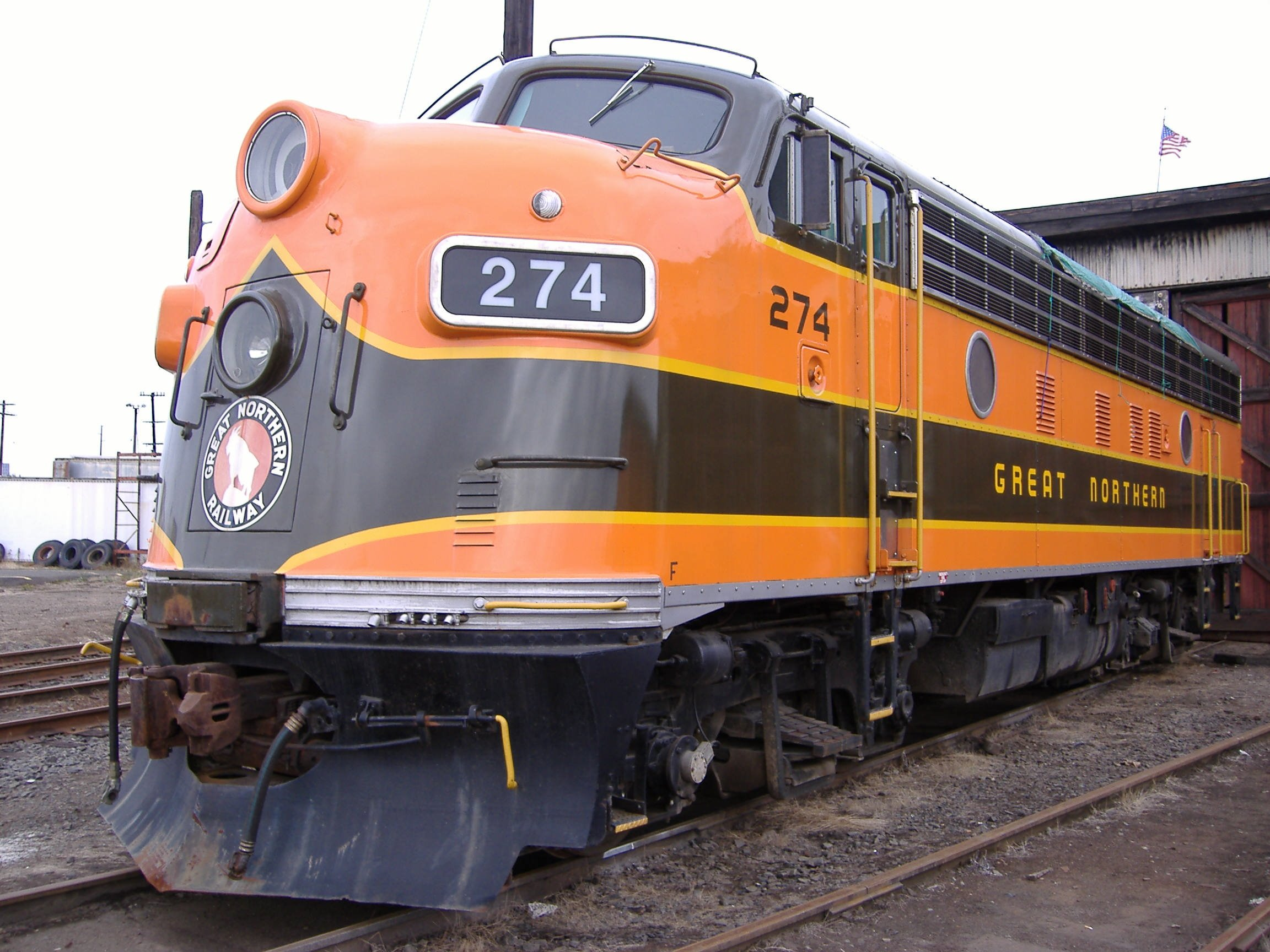
グレート・ノーザン鉄道のF7形ディーゼル機関車

- ぶどう色1号 - 前述のとおり、ぶどう色2号が制定されるまで使用されていた色。
- ため色（暗紅色） - EF58 61に使用されている色で、大宮工場が独自に調合した色である。
- アメリカのグレート・ノーザン鉄道の車両塗装も、この色に近い。